# 新荘駅 (新北市)
新荘駅（しんしょうえき）は台湾新北市新荘区にある台北捷運新荘線（中和新蘆線）の駅。駅番号はO18。清朝末期に設置されていた全台鉄路商務総局鉄道（現台湾鉄路管理局縦貫線の前身）海山口駅（かいざんこうえき）についても併記する。

## 歴史
- 1893年11月30日 - 清朝全台鉄路商務総局鉄道の駅が現新荘国小付近に設置される[1]:頁76[2]。
- 1901年8月25日 - 廃止[1]:頁77。
- 2012年1月5日 - 新荘線伸延開業[3]。

## 駅構造
地下2階に島式ホーム1面2線がある地下駅:頁97-98。ホーム上には開業時からフルスクリーンタイプのホームドアが設置されている。出口は2つある:頁97-98。

### 駅階層
| 地面      | 出入口                               | 出入口                                             |
| 地下 一階 | コンコース                           | コンコース、案内所、自動券売機、自動改札機、トイレ |
| 地下 二階 | 1番線                                | ←■中和新蘆線 迴龍方面（輔大駅）                    |
| 地下 二階 | 島式ホーム、車両左側のドアが開閉する |                                                    |
| 地下 二階 | 2番線                                | →■中和新蘆線 南勢角方面（頭前庄駅）→               |

### 駅出口
出口1は駅の北側、出口2は駅の南側にある。
- 出口1：新荘区衛生所
- 出口2：新荘国中

## 利用状況
新荘区の下町に位置し、新荘行政センターの所在地。周辺にはたくさんの機関や学校、夜市がある。また駅の近くにある新海橋は新荘地区と板橋地区のつないでおり、交通の要となっている。

### 台湾総督府
| 海山口駅 | 海山口駅 | 海山口駅 | 海山口駅 | 海山口駅 | 海山口駅 | 海山口駅 |
| 年       | 年間     | 年間     | 年間     | 年間     | 1日平均  | 1日平均  |
| 年       | 乗車     | 下車     | 乗降計   | 出典     | 乗車     | 乗降計   |
| -------- | -------- | -------- | -------- | -------- | -------- | -------- |
| 1897年度 | 10,416   | 6,147    | 16,563   | [ 6 ]    | 29       | 45       |
| 1898年度 | 10,706   | 7,226    | 17,932   | [ 7 ]    | 29       | 49       |
| 1899年度 | 11,864   | 9,987    | 21,851   | [ 8 ]    | 32       | 60       |
| 1900年度 | 13,228   | 10,143   | 23,371   | [ 9 ]    | 36       | 64       |
| 1901年度 | -        | -        | -        | [ 10 ]   | -        | -        |

### 捷運
| 年   | 年間      | 年間      | 年間      | 年間   | 日平均 | 日平均 |
| 年   | 乗車      | 下車      | 乗下車計  | 出典   | 乗車   | 乗下車 |
| ---- | --------- | --------- | --------- | ------ | ------ | ------ |
| 2012 | 2,623,071 | 2,846,487 | 5,469,558 | [ 11 ] | 7,246  | 15,109 |
| 2013 | 2,974,489 | 3,211,435 | 6,185,924 | [ 11 ] | 8,149  | 16,948 |
| 2014 | 3,363,616 | 3,622,073 | 6,985,689 | [ 11 ] | 9,215  | 19,139 |
| 2015 | 3,687,844 | 3,981,735 | 7,669,579 | [ 11 ] | 10,104 | 21,013 |
| 2016 | 3,785,785 | 4,105,744 | 7,891,529 | [ 11 ] | 10,344 | 21,562 |
| 2017 | 3,719,696 | 4,029,975 | 7,749,671 | [ 11 ] | 10,191 | 21,232 |
| 2018 | 3,762,970 | 4,069,969 | 7,832,939 | [ 11 ] | 10,310 | 21,460 |
| 2019 | 3,813,387 | 4,075,882 | 7,889,269 | [ 11 ] | 10,448 | 21,614 |
| 2020 | 3,491,106 | 3,664,093 | 7,155,199 | [ 11 ] | 9,539  | 19,550 |
| 2021 | 2,772,209 | 2,890,685 | 5,662,894 | [ 11 ] | 7,595  | 15,515 |

## 駅周辺
| - 新荘区公所 - 新荘郵局 - zh:新北市政府警察局新荘分局 - 新荘街 - 新荘武聖廟 - 新荘慈祐宮 - 新荘文昌祠 - 新荘潮江寺 - 新荘野球場 | - 新荘夜市（zh:新莊廟街商圈） - 小西園戯偶展示館 - 新北市私立恒穀高級中学 - 新北市立新荘国民中学 - 新北市新荘区新荘国民小学 - 新荘広福宮 - zh:新海大橋 - 新荘体育館 - 新荘運動中心 - YouBike（新北市公共自転車） - 捷運新荘駅(1号出口) - 捷運新荘駅(2号出口) |

## 画像

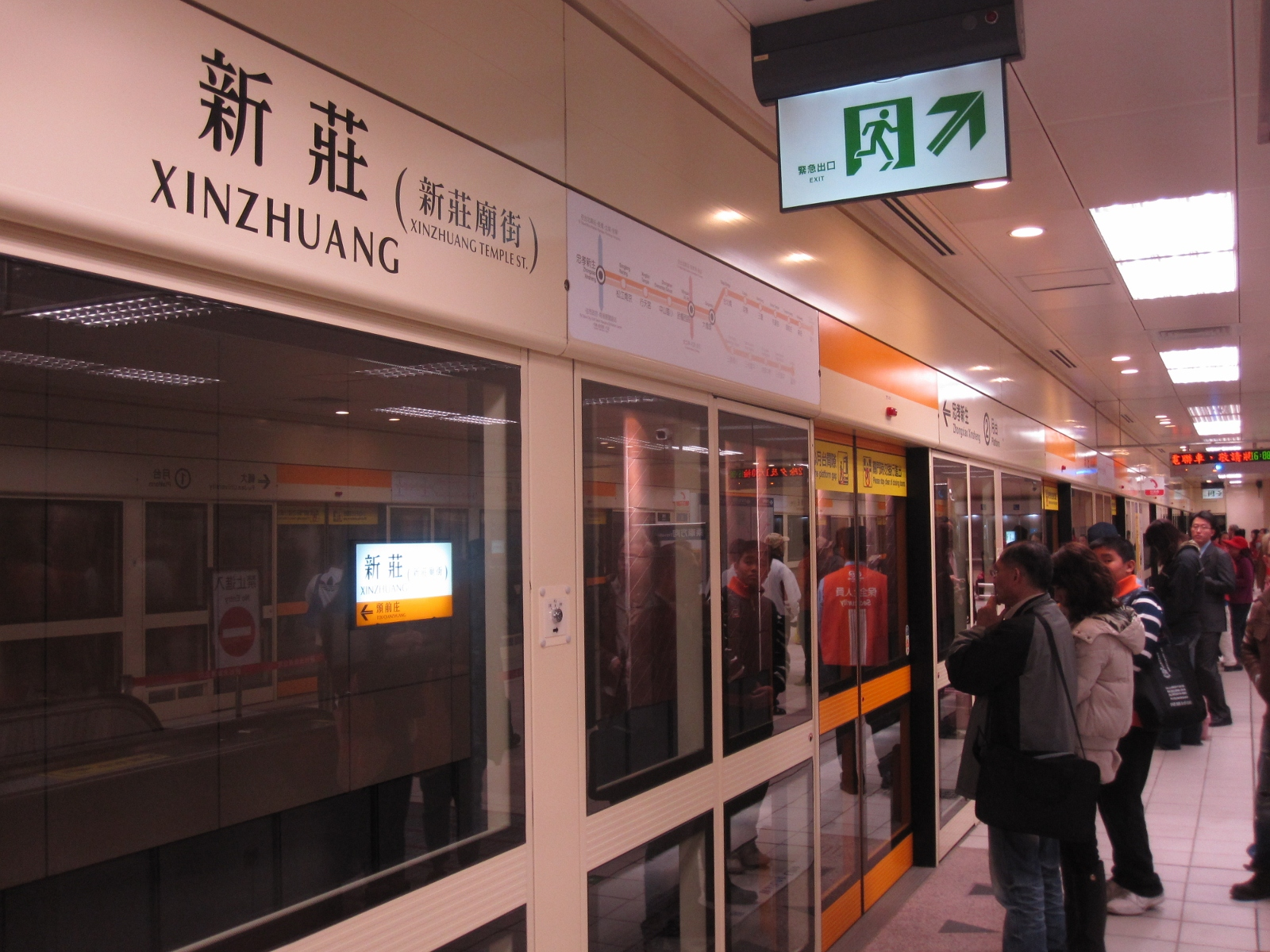
駅名標と3番線ホーム
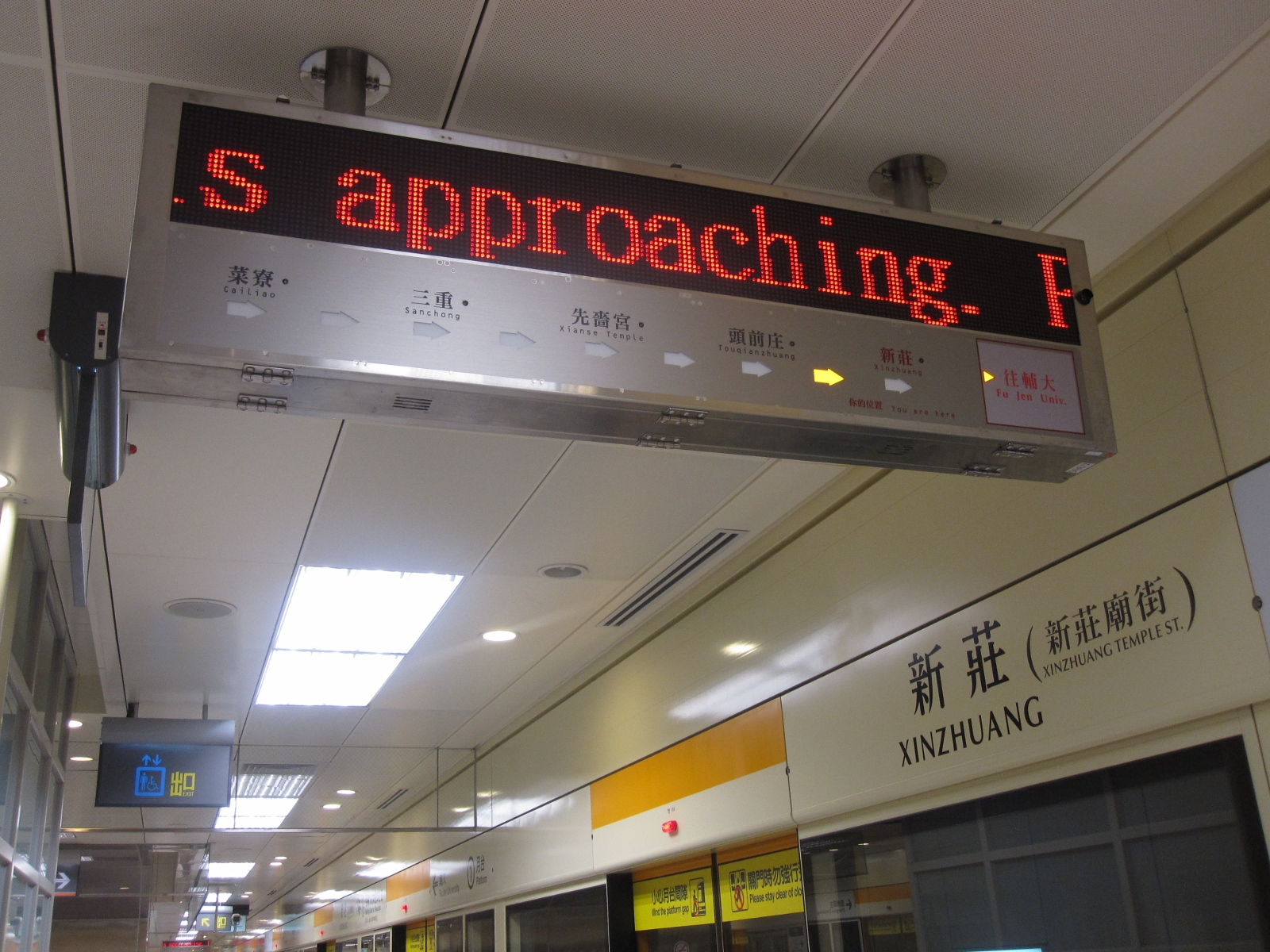
ホーム電光掲示板
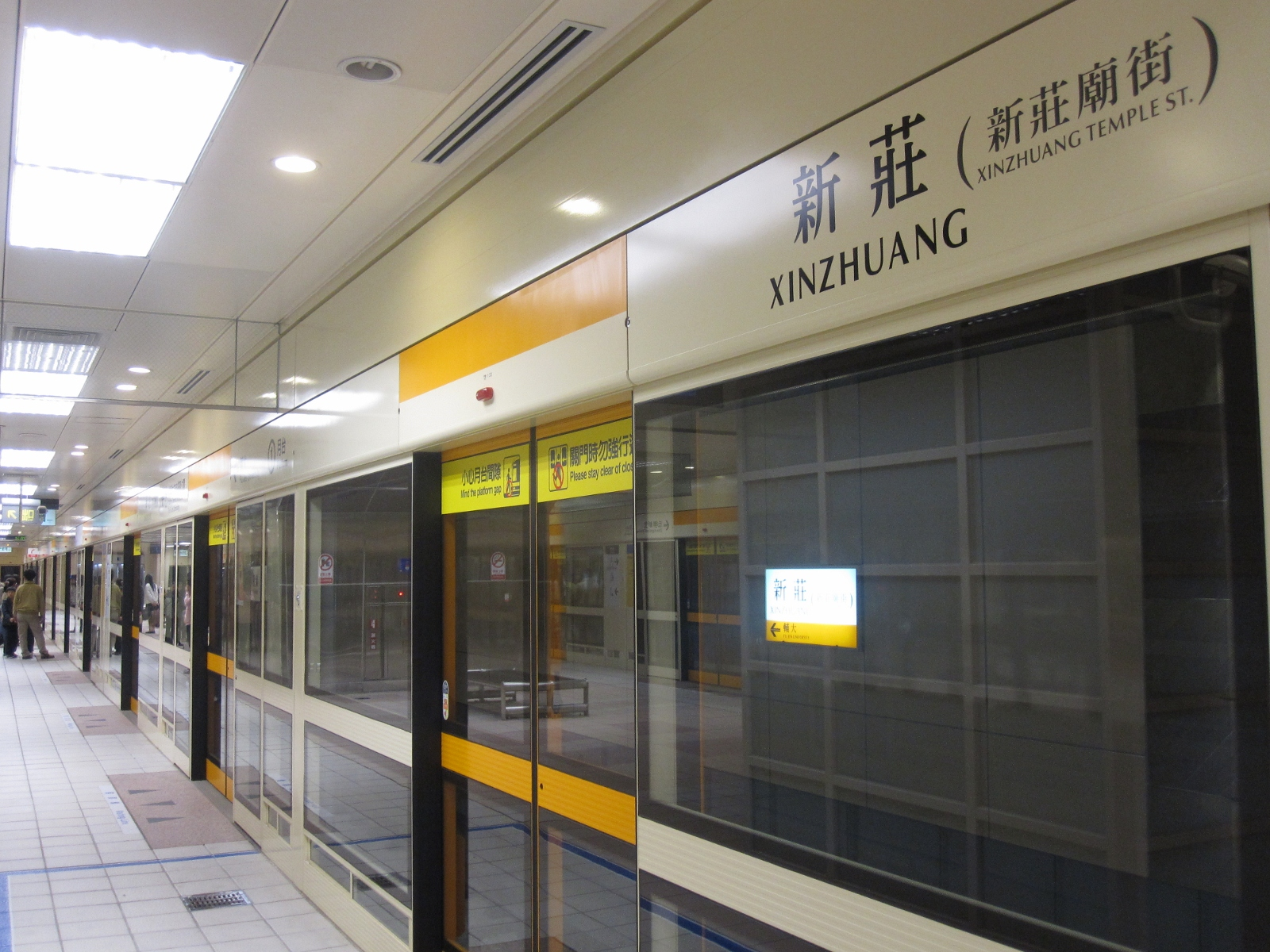
1番線
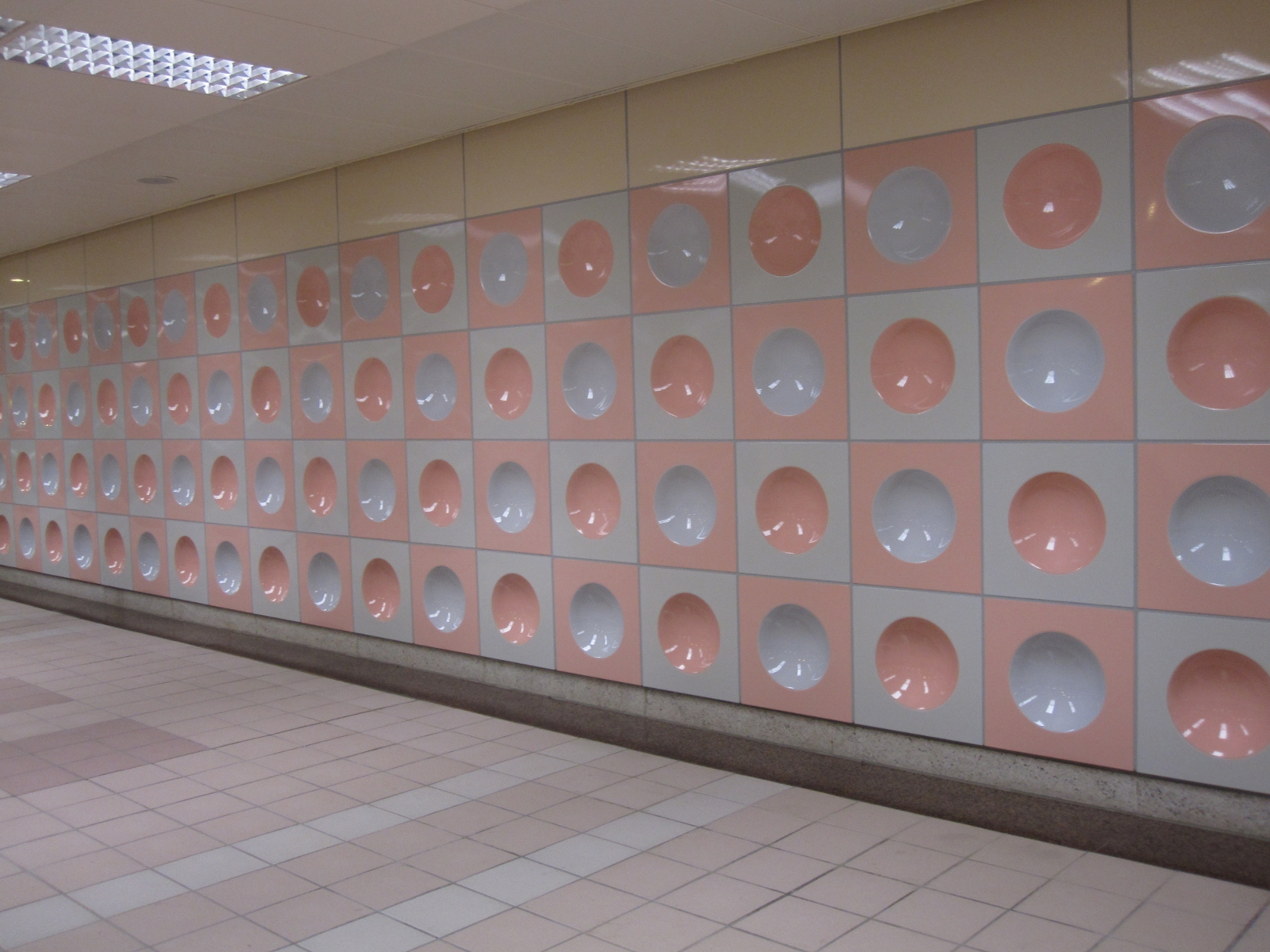
コンコース内パブリックアート
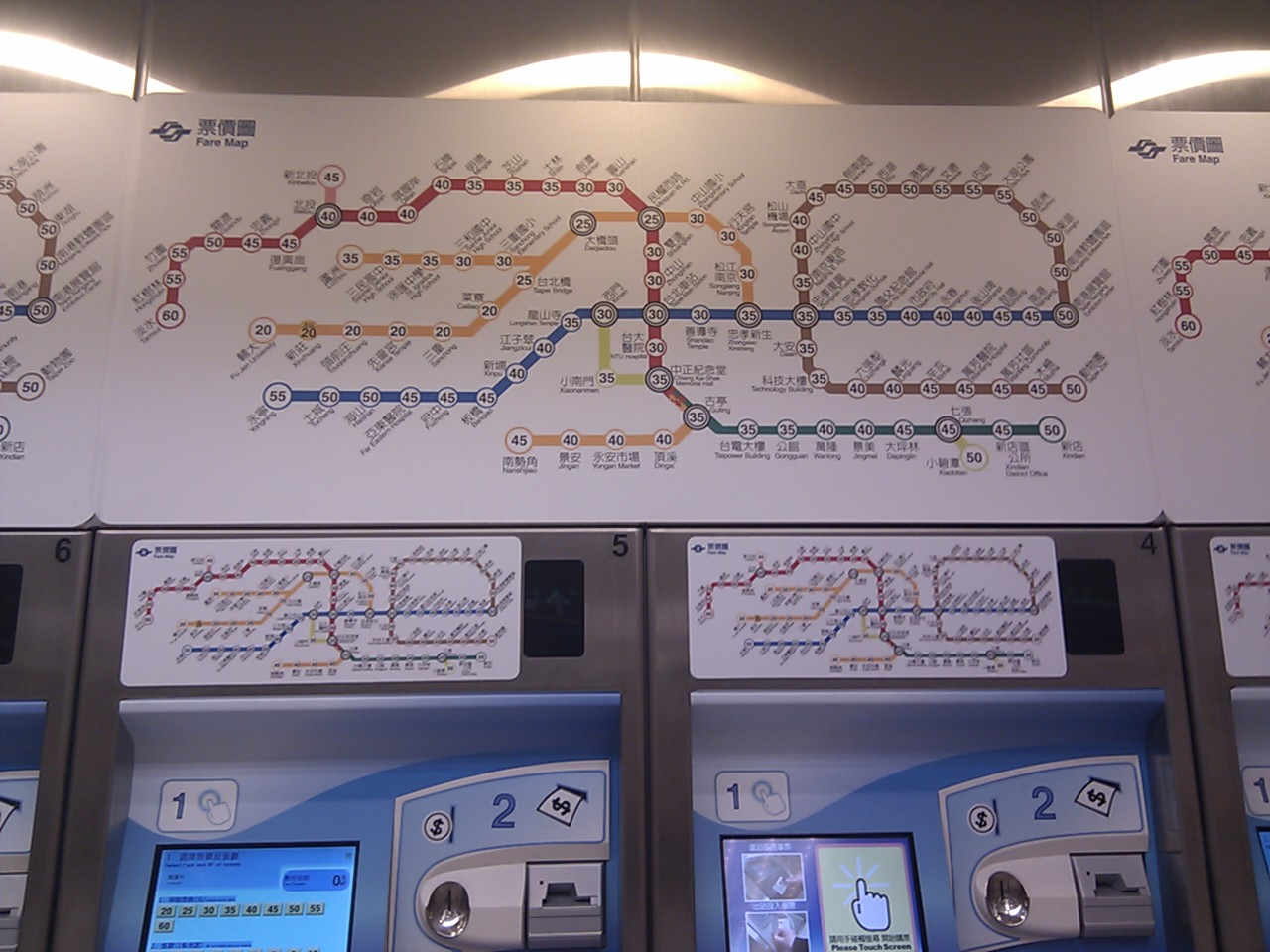
自動券売機

## 隣の駅
台北捷運
■新荘線
輔大駅 O19 - 新荘駅 O18 - 頭前庄駅 O17
全台鉄路商務総局（劉銘伝鉄道）
台北新竹線（廃止）
淡水橋駅 - 海山口駅 - 打類坑駅